# Lettre aux prescripteurs
Pour les articles homonymes, voir DDL.
Une lettre aux prescripteurs (en anglais : Dear Doctor Letter ou DDL) est une communication faite par un laboratoire pharmaceutique au sujet d'un médicament pour avertir les médecins par exemple de : 
- une alerte de pharmacovigilance comme la suspicion d'un  nouvel effet indésirable entraîné par le médicament ;
- les résultats d'une nouvelle étude clinique ;
- ou tout changement dans les critères de prescription.

Une lettre aux prescripteurs est en général adressée aux médecins mais aussi aux autres professionnels de santé tels que les pharmaciens. Aujourd'hui le terme de Dear Doctor Letter est aussi utilisé en France, notamment par son sigle DDL, bien qu'on parle plutôt maintenant de Dear Healthcare Professional Letter. 
Le nom de « Dear Doctor Letter » provient bien sûr des premiers mots inscrits sur la lettre envoyées aux professionnels de santé.

### Exemples
- En Allemagne
- En France
- Aux USA